# Пластинчатозубые крысы
Пластинчатозубые крысы, или земляные крысы (лат. Nesokia) — вид грызунов семейства мышиных.

## Описание
Телосложение крепкое, голова короткая и округлая, морда широкая, уши округлые. Хвост относительно короткий, на пальцах мощные когти. Вес от 0,1 до 0,5 килограмма. Длиной тела от 150 до 271 мм, длина хвоста от 110 до 205 мм.

## Распространение
Живут в юго-западной и западной Азии и северо-восточном Египте.

## Виды
- Иракская земляная крыса (Nesokia bunnii)
- Пластинчатозубая крыса (Nesokia indica)